# Créole haïtien
Ne doit pas être confondu avec français haïtien.
Pour les articles homonymes, voir hat.
 (novembre 2019).
Le créole haïtien (en créole :  kreyòl ayisyen) est un créole à base lexicale française parlée par 11 millions de personnes en Haïti et environ 2 millions dans le reste du monde, surtout au Canada et aux États-Unis. Depuis 1887, le créole haïtien est reconnu officiellement en Haïti. Bien que son vocabulaire soit principalement emprunté au français du XVIIIe siècle, il a également des influences des langues portugaise, espagnole, anglaise, taíno et ouest-africaines.
Il n'est pas mutuellement intelligible avec le français standard et possède sa propre grammaire distinctive. Les Haïtiens sont la plus grande communauté au monde parlant une langue créole moderne, langue officielle d'Haïti à côté du français, grâce à la mobilisation de nombreux écrivains et intellectuels haïtiens et de linguistes tels que Pradel Pompilus et Pierre Vernet. Seule une minorité de locuteurs (généralement estimée à moins de 10 % de la population) est effectivement bilingue dans le sens large. En effet, nombreux sont ceux qui parlent créole, mais qui ne l'écrivent pas. Son utilisation littéraire est anecdotique mais croissante[réf. nécessaire], par contre, la langue est utilisée dans les médias : les journaux et la radio.
Un locuteur francophone ne comprendra généralement pas une personne s'exprimant en créole sans l'avoir appris, hormis certains mots et expressions. Le créole, malgré sa base lexicale française, n'est pas mutuellement intelligible avec le français, en raison des différences phonologiques, lexicales et grammaticales.

## Variétés
On distingue trois variantes dialectales : le créole du Nord (incluant Cap-Haïtien), le créole du Centre (dont la capitale Port-au-Prince) et le créole du Sud (incluant Les Cayes (ville)).  
L'intercompréhension entre ces trois variétés de créole haïtien demeure aisée, malgré les différences phonétiques ou lexicales, d'autant que les habitants du pays parlent à la fois leur propre dialecte régional et celui de Port-au-Prince pour des raisons pratiques,.

## Les pronoms personnels du créole haïtien

### Singulier
- 1re personne : mwen / m (en forme contractée), « je »
- 2e personne : ou / w (en forme contractée), « tu » / « vous » (au singulier)
- 3e personne : li / l (en forme contractée), « il » / « elle »

ou « I » comme dans les Petites Antilles est parfois attesté dans le Nord d'Haïti.

### Pluriel
- 1re personne : nou / n (en forme contractée), « nous »
- 2e personne : nou / n (en forme contractée), « vous »
- 3e personne : yo / y (en forme contractée), « ils » / « elles »

La première et la deuxième personne du pluriel du français s'expriment en haïtien de la même façon : nou. On peut trouver également ou pour dire « vous » et zòt comme dans les Petites Antilles est parfois attesté dans le Nord d'Haïti. La reconnaissance est donc un phénomène de contexte.

### Adjectifs
Comme il n'existe pas de réelle distinction de genres en créole (yon bèl fi, yon bèl gason, yon bèl chwal), les adjectifs ne varient pas toujours en genre ; nous signalons ci-dessous quelques cas d'exception. En second lieu, tout comme les substantifs, ils ne varient pas non plus en nombre : le contexte ou le pronom personnel utilisé (mwen, ou, li, nou, yo) marquent ou le singulier ou le pluriel.
Ainsi, l'on dira : yon bèl fanm, yon bèl gason ; yo gwo, nou kontan, li trankil (« ils sont grands, nous sommes contents, il est tranquille ») ;  bèl nonm sa yo, bèl legliz sa a, etc.
Notons cependant ceci :
- a) l'adjectif créole peut avoir emprunté au français ou la forme masculine (bon, méchant) ou la forme féminine (belle, courte) :
  - Nonm nan mechan ; fi a mechan ; ti gason an kout ; ti fi a kout ;
- b) certains adjectifs comportent une forme masculine et une forme féminine :
  - vòlè, vòlèz ; visye, visyez.

Quant aux adjectifs substantivés servant à désigner la nationalité, ils connaissent en principe les deux genres :
Ayisyen, Ayisyèn (Haïtien, Haïtienne) ; Kebekwa, Kebekwaz (Québécois, Québécoise) ; Kanadyen, Kanadyèn (Canadien, Canadienne) ; Ameriken, Amerikèn (Américain, Américaine) ; Fransè, Fransèz (Français, Française) ; Anglè, Anglèz (Anglais, Anglaise), etc.
Pour désigner les natifs d’une région particulière d’Haïti, le créole n’utilise presque jamais le gentilé français (par exemple : Capois, Capoise). Il recourt de préférence à une courte périphrase formés du mot moun et du nom de la région dont il s’agit :
- moun Jakmèl (Jacmelien / Jacmelienne), moun Gonayiv (Gonaïvien / Gonaïvienne), moun Senmak (Saint-Marcois / Saint-Marcoise).

## Les temps verbaux du créole haïtien
Le créole haïtien possède dix temps verbaux qui proviennent tous des divers dialectes français. La section suivante donne le sens de chaque temps en français ; elle examine également leurs origines étymologiques. Le verbe pale (parler) sera utilisé comme exemple.
- (en) Michel DeGraff (Étude sur les temps en créole haïtien), « HA : Kreyòl Ayisyen, or Haitian Creole » (consulté le 12 janvier 2020).

### Étymologie depale
Pale vient du français parler qui vient du mot grec parabolê par le latin du VIIe siècle parabolare. La mutation de parler à pale s'explique facilement par le fait que les consonnes [l] et [ʁ] sont toutes deux des liquides ; certaines langues comme le coréen ne font pas la distinction entre ces deux lettres. La juxtaposition de deux consonnes liquides (comme c'est le cas dans parler) rend assez probable une élision, l'élimination de l'une d'entre elles.

### Le présent
| Pale (Parler) présent |            |
| Mwen / M — pale       | Nou — pale |
| Ou — pale             | Nou — pale |
| Li — pale             | Yo — pale  |

Le présent en créole est employé un peu comme on utilise le présent de l'indicatif en français : pour décrire une action habituelle. Donc, dire mwen pale, c’est exprimer qu’en général, je parle et non pas je parle maintenant.

### Le progressif du présent
| Pale (Parler) progressif du présent |                   |
| Mwen / M — ap pale                  | Nou / N — ap pale |
| Ou / W — ap pale                    | Nou / N — ap pale |
| Li / L — ap pale                    | Yo / Y — ap pale  |

Ap ou Ape
Le progressif du présent en créole haïtien (m ap pale) se traduit en français par la locution française « être en train de parler », ou juste le présent simple. On utilise ce temps à peu près comme on utilise son équivalent anglais « to be talking ». C’est aussi plutôt similaire à la phrase « estar hablando » en espagnol.
L’étymologie de ce temps est assez claire ; dans plusieurs[Lesquels ?] dialectes du français, on dit : « Je suis après parler. » pour dire « Je suis en train de parler. ». Puisqu’on a arrêté d’utiliser « je » en créole haïtien – en le remplaçant d’abord par « moi » et plus tard par « m » – il est clair qu’on n’a fait que supprimer « suis ». Il est bien naturel qu'« après » a été changé en « ap »  – l’élision du -re terminal étant assez fréquente.

### Prétérit
| Pale (Parler) Prétérit |            |
| Mwen / M — pale        | Nou — pale |
| Ou — pale              | Nou — pale |
| Li — pale              | Yo — pale  |

Ou
| Pale (Parler) Prétérit |                |
| Mwen / M — fèk pale    | Nou — fèk pale |
| Ou — fèk pale          | Nou — fèk pale |
| Li — fèk pale          | Yo — fèk pale  |

On remarque que le prétérit possède exactement la même structure que le présent. Pour distinguer les deux temps verbaux, on ajoute d’autres mots pour signifier que l’action décrite a eu lieu dans le passé. Par exemple, pour exprimer le présent (« Ils parlent. »), on dit : « Yo pale. », mais pour exprimer le passé (« Ils ont parlé. »), on dit : « Yo fai'k pale ». Cette construction vient de la phrase : « Ils n’ont fait que parler. », qui est devenue « Ils ont fait que parler. », puis « Ils fait que parler » avant la création du mot fai'q.

### Passé
| Pale (Parler) Passé |               |
| Mwen / M — te pale  | Nou — te pale |
| Ou — te pale        | Nou — te pale |
| Li — te pale        | Yo — te pale  |

Le sens de ce temps est semblable à celui du passé composé en français. Quant à son étymologie, le té vient d’esté, une ancienne forme du participe passé d’être (été). Dans plusieurs dialectes français (normand, angevin), on disait par exemple : « J’ai té », au lieu de dire « J’ai esté ». La forme composée rendait l'idée d'accomplissement (comme aujourd'hui). On a donc utilisé té pour former un temps parfait. En dépit de ce qu’on pourrait penser quand on songe à la construction du passif en français qui utilise être, le sens de ce temps est actif.

### Progressif de passé
| Pale (Parler) Progressif de passé |                 |
| Mwen / M' — t ap pale             | Nou — t ap pale |
| Ou — t ap pale                    | Nou — t ap pale |
| Li — t ap pale                    | Yo — t ap pale  |

T ap vient d’un mélange entre le te qu’on voit pour former le parfait, et l’ap qui s’utilise pour former le progressif du présent. (Rappel : te et ap viennent respectivement, d’été et d’après). Ainsi, d’un point de vue lexical et étymologique, le progressif du passé n’est qu’une combinaison du progressif du présent et du parfait. Au début de la langue créole haïtienne, on disait : « J’ai té après parler. », ce qui est devenu l’actuel « M t ap pale. » par les forces de compression. Ces deux phrases se traduiraient, en français, par : « J’étais en train de parler. »

### Imparfait
| Pale (Parler) Imparfait |                 |
| Mwen / M' — konn pale   | Nou — konn pale |
| Ou — konn pale          | Nou — konn pale |
| Li — konn pale          | Yo — konn pale  |

Il existe une petite différence de sens entre l’imparfait français et son équivalent créole, car ce dernier ne veut pas seulement dire « Je parlais », mais plutôt « Je parlais, mais je me suis arrêté de parler. »

#### Étymologie
Le konn dont se forme ce temps vient de connaître. Ainsi, on disait autrefois en proto-créole : mwen konn pale avec le sens de « Je sais parler. ». Cette idée s’est changée en le nouveau sens (je parlais, mais je m’en suis arrêté) par un processus encore inconnu.

### Plus-que-parfait
| Pale (Parler) Plus-que-parfait |                   |
| Mwen / M — te fin pale         | Nou — te fin pale |
| Ou — te fin pale               | Nou — te fin pale |
| Li — te fin pale               | Yo — te fin pale  |

Le plus-que-parfait s’emploie, comme en français, pour décrire une action qui a eu lieu avant que l’action principale dans le récit ait eu lieu. Ainsi, la phrase : « J’avais déjà parlé quand il a dansé. » se traduit en créole haïtien par « M'té fine déjà páler ló lui té danser. » (le plus-que-parfait est en italique).

#### Étymologie
Ce temps se compose avec fin, qui vient de finir. On peut également utiliser d’autres mots similaires. L’addition de fin veut dire que l’action a eu lieu dans un passé plus lointain que l’usage du prétérit impliquerait.
On utilise aussi Mwen t ap fin pale pour exprimer la progression de l’action.

### Futur
Le futur s'exprime également au moyen des formes a ou prale.
La forme progressive ap (ape), déjà vue, s'emploie aussi pour exprimer :
- a) un futur relativement proche ou tout à fait certain :
  - ex : M' ap pati aswè a...
    - Demen maten map pase wè yon zanmi mwen…
    - M'ap chanje machin ane pwochèn!
- b) ou encore un futur réellement indéterminé (même si l'action ou l'état envisagés sont ou semblent certains à la personne qui parle) :
  - ex : M di w m ap pase wè w...
    - Yon jou konsa m'ap kite fredi sa a !
    - Si w manje bagay sa a, w ap malad, wi…

Le futur s'exprime également au moyen des formes a, va, ava, et prale :
- Yon jou w a  sonje m!
- Demen, si m gen tan, m a di nou kisa pou nou achte…
- M' a ale…

La forme prale (pou ale) implique souvent une idée de proximité dans le temps, de décision ou de certitude. Son emploi s'apparente alors à celui de ap (ou ap). Il n'est d'ailleurs pas rare que ces deux formes concurrentes s'allient pour donner ap prale (ap prale) :
- ex : M' prale lekol… M' prale nan mache…
  - M' ap  prale aprann pale panyòl…
  - M' ap prale an Ayiti pou m' visite Sitadèl Laferyè (Citadelle La Ferrière)…

| Pale (Parler) Futur |                   |
| Mwen / M' — a pale  | Nou / N' — a pale |
| Ou / W' — a pale    | Nou / N' — a pale |
| Li / L' — a pale    | Yo / Y' — a Pale  |

#### Étymologie
Mwen pral pale vient de la formule : « J’ai à parler. » 
« Si vous avez à parler, vous devez le faire, et donc, si vous devez le faire, vous le ferez.
| Mwen / M' — pral pale |  | Nou — pral pale |
| Ou — pral pale        |  | Nou — pral pale |
| Li — pral pale        |  | Yo — pral pale  |

M pral pale veut dire « Je vais parler. ».
« Pral » est une contraction de « pour » et de « aller ». On retrouve en créole martiniquais et guadeloupéen des tournures similaires basées sur l'utilisation de « pour » ou de « aller » pour exprimer le futur : « Man pou fè sa », « man pou mandé'y fè sa », « man kay fè sa » (« kay » étant en créole martiniquais et guadeloupéen une contraction de « ka », équivalent de « ap » en créole haïtien, et de « ay » pour aller).

### Conditionnel présent
| Pale (Parler) Futur |               |
| Mwen / M — ta pale  | Nou — ta pale |
| Ou / W — ta pale    | Nou — ta pale |
| Li — ta pale        | Yo — ta pale  |

En créole, le morphème ta permet d'exprimer le conditionnel.
ex : Si W te di M sa avan, M ta vini pi vit!
M ta pale veut dire « Je parlerais ».

#### Étymologie
Ta vient de la contraction de te, marque du passé et a, marque du futur, comme dans m'a fè sa « Je le ferai. ». Le processus est similaire en anglais et en allemand (et dans beaucoup d'autres langues) où la marque du conditionnel est la forme passée de l'auxiliaire du futur.
- Ich würde sprechen  (Je parlerais) – Ici, würde est l’imparfait modifié de werden (wurde)
- I would speak (Je parlerais) Ici, would est l’imparfait de will

Il en va de même en français où le conditionnel avait formellement des désinences de passé sur l'infinitif (le futur se forme sur l'infinitif avec les terminaisons du verbe avoir au présent). Comparez :
- je parler-ai (futur)
- je parler-ais (conditionnel présent, formé à partir de l'infinitif et d'une désinence de l'imparfait)

### Conditionnel passé
M' ta fin pale ou M' ta fèk pale
Ce temps se forme de la même façon que le plus-que-parfait, avec des mots comme « fèk » et « fin ».

### Impératif
L'impératif ne pose aucun problème particulier. Trois possibilités seront envisagées :
- a) utilisation de la forme habituelle d'un verbe d'action sans pronom personnel sujet :
  - ex : Vini! (Viens/venez !) Tande M' ! (Écoute-moi !) Kanpe! (arrête(z) ! ou Reste(z) debout!) Chita! (Assieds-toi/asseyez-vous !)
    - Di granmoun bonjou ! (Dis bonjour aux adultes)
    - Sispann mache pye atè ! (Arrête(z) de marcher pieds nus)
- b) utilisation d'un adjectif seul (épithète ou attribut) :
  - ex : Malad!
    - Pare, M ap vini!
    - Si se pou w sòt pou w gen djòb la, alò : sòt!
- c) emploi de l'expression ann (ou annou) en manière d'exhortation (correspond à la deuxième personne de l'impératif français).
  - ex : Ann ale! (Allons-y !) ; Ann nou fè yon koze! (Causons un peu ! Faisons un brin de causette !)
    - Ann nou danse! (Dansons !)

Signalons que, dans la phrase « pare, m ap vini », le mot pare correspond au français « soit prêt » et non à « prépare-toi », qui se dirait : pare 'w.
- Remarque : on peut aussi exprimer l'ordre ou le souhait par le recours à une locution ou à une périphrase, comme les exemples suivants le montrent :
  - ex : Fò w konprann… Fòk sa chanje !…
M' vle w rele m !

#### Étymologie
On sait d’où provient l'usage de pale comme impératif : ann nou pale vient de la phrase « C'est à nous de parler. ».

### Subjonctif présent
Fòk provient du français « [il] faut que ». Il n'y a pas de marque formelle du subjonctif.
- fòk mwen pale
- fòk ou pale
- fòk li pale
- fòk nou pale
- fòk nou pale
- fòk yo pale

### Subjonctif passé = structure obligatoire du passé
- fòk mwen te fin pale
- fòk ou te fin pale
- fòk li te fin pale
- fòk nou te fin pale
- fòk nou te fin  pale
- fòk yo te fin pale

## Une comptine en créole haïtien
Lè Manman m al lavil, li kite pitit la nan men papa m, mwen menm avèk lòt timoun yo. (« Lorsque maman s'en va à la ville, elle laisse le petit enfant avec mon père, moi et les autres enfants. ») Litt. « Elle a laissé le petit enfant au soin de mon père. »
Lè papa m vire l ap okipe travay li, li kite m veye pitit la. (« Lorsque mon père tourne le dos, occupé par son travail, il me laisse prendre soin du bébé. ») Litt. « Il m’a quitté, de sorte qu’il était à moi de voir le bébé. »
Lè pitit la kriye, m pran li, m kenbe l nan de ti men, mwen di : « Do, do, do, do, do, tande ti sè » (« Quand le bébé pleure, je le prends dans mes bras ; je prends les deux mains de l'enfant, et je dis : « Dors, dors dors..., d'accord sœurette ». »)
Manman ou, manman ou ale lavil, ale lavil, l a pote pen pou ou, piga ou kriye pou chat mawon pa pran ou. (« Ta mère, ta mère est allée à la ville, allée à la ville, elle t'apportera du pain, ne pleure pas, pour que le chat sauvage ne te prenne pas. »)

## Des palindromes en créole haïtien
- « Sè m alè la mès » ;
- « Gen nan nèg » ;
- « M ap gen dis nan Sid nèg pa m » ;
- « Lè tèt laye fè ve m Adam e madam Eve fè y al tete l » [4].

## Alphabet Créole Haïtien[5],[6]
| Majiskil ou Lèt an an gra (Majuscule)    | Majiskil ou Lèt an an gra (Majuscule)    | Majiskil ou Lèt an an gra (Majuscule)    | Majiskil ou Lèt an an gra (Majuscule)    | Majiskil ou Lèt an an gra (Majuscule)    | Majiskil ou Lèt an an gra (Majuscule)    | Majiskil ou Lèt an an gra (Majuscule)    | Majiskil ou Lèt an an gra (Majuscule)    | Majiskil ou Lèt an an gra (Majuscule)    | Majiskil ou Lèt an an gra (Majuscule)    | Majiskil ou Lèt an an gra (Majuscule)    | Majiskil ou Lèt an an gra (Majuscule)    | Majiskil ou Lèt an an gra (Majuscule)    | Majiskil ou Lèt an an gra (Majuscule)    | Majiskil ou Lèt an an gra (Majuscule)    | Majiskil ou Lèt an an gra (Majuscule)    | Majiskil ou Lèt an an gra (Majuscule)    | Majiskil ou Lèt an an gra (Majuscule)    | Majiskil ou Lèt an an gra (Majuscule)    | Majiskil ou Lèt an an gra (Majuscule)    | Majiskil ou Lèt an an gra (Majuscule)    | Majiskil ou Lèt an an gra (Majuscule)    | Majiskil ou Lèt an an gra (Majuscule)    | Majiskil ou Lèt an an gra (Majuscule)    | Majiskil ou Lèt an an gra (Majuscule)    | Majiskil ou Lèt an an gra (Majuscule)    | Majiskil ou Lèt an an gra (Majuscule)    | Majiskil ou Lèt an an gra (Majuscule)    | Majiskil ou Lèt an an gra (Majuscule)    | Majiskil ou Lèt an an gra (Majuscule)    | Majiskil ou Lèt an an gra (Majuscule)    | Majiskil ou Lèt an an gra (Majuscule)    |
| A                                        | AN                                       | B                                        | Ch                                       | D                                        | E                                        | En                                       | È                                        | F                                        | G                                        | H                                        | I                                        | J                                        | K                                        | L                                        | M                                        | N                                        | NG                                       | O                                        | Ò                                        | ON                                       | OU                                       | OUN                                      | P                                        | R                                        | S                                        | T                                        | UI                                       | V                                        | W                                        | Y                                        | Z                                        |
| Lèt miniskil (Miniscule ou Bas-de-casse) | Lèt miniskil (Miniscule ou Bas-de-casse) | Lèt miniskil (Miniscule ou Bas-de-casse) | Lèt miniskil (Miniscule ou Bas-de-casse) | Lèt miniskil (Miniscule ou Bas-de-casse) | Lèt miniskil (Miniscule ou Bas-de-casse) | Lèt miniskil (Miniscule ou Bas-de-casse) | Lèt miniskil (Miniscule ou Bas-de-casse) | Lèt miniskil (Miniscule ou Bas-de-casse) | Lèt miniskil (Miniscule ou Bas-de-casse) | Lèt miniskil (Miniscule ou Bas-de-casse) | Lèt miniskil (Miniscule ou Bas-de-casse) | Lèt miniskil (Miniscule ou Bas-de-casse) | Lèt miniskil (Miniscule ou Bas-de-casse) | Lèt miniskil (Miniscule ou Bas-de-casse) | Lèt miniskil (Miniscule ou Bas-de-casse) | Lèt miniskil (Miniscule ou Bas-de-casse) | Lèt miniskil (Miniscule ou Bas-de-casse) | Lèt miniskil (Miniscule ou Bas-de-casse) | Lèt miniskil (Miniscule ou Bas-de-casse) | Lèt miniskil (Miniscule ou Bas-de-casse) | Lèt miniskil (Miniscule ou Bas-de-casse) | Lèt miniskil (Miniscule ou Bas-de-casse) | Lèt miniskil (Miniscule ou Bas-de-casse) | Lèt miniskil (Miniscule ou Bas-de-casse) | Lèt miniskil (Miniscule ou Bas-de-casse) | Lèt miniskil (Miniscule ou Bas-de-casse) | Lèt miniskil (Miniscule ou Bas-de-casse) | Lèt miniskil (Miniscule ou Bas-de-casse) | Lèt miniskil (Miniscule ou Bas-de-casse) | Lèt miniskil (Miniscule ou Bas-de-casse) | Lèt miniskil (Miniscule ou Bas-de-casse) |
| a                                        | an                                       | b                                        | ch                                       | d                                        | e                                        | en                                       | è                                        | f                                        | g                                        | h                                        | i                                        | j                                        | k                                        | l                                        | m                                        | n                                        | ng                                       | o                                        | ò                                        | on                                       | ou                                       | oun                                      | p                                        | r                                        | s                                        | t                                        | ui                                       | v                                        | w                                        | y                                        | z                                        |
| ---------------------------------------- | ---------------------------------------- | ---------------------------------------- | ---------------------------------------- | ---------------------------------------- | ---------------------------------------- | ---------------------------------------- | ---------------------------------------- | ---------------------------------------- | ---------------------------------------- | ---------------------------------------- | ---------------------------------------- | ---------------------------------------- | ---------------------------------------- | ---------------------------------------- | ---------------------------------------- | ---------------------------------------- | ---------------------------------------- | ---------------------------------------- | ---------------------------------------- | ---------------------------------------- | ---------------------------------------- | ---------------------------------------- | ---------------------------------------- | ---------------------------------------- | ---------------------------------------- | ---------------------------------------- | ---------------------------------------- | ---------------------------------------- | ---------------------------------------- | ---------------------------------------- | ---------------------------------------- |

#### Dictionnaire
- Haitian Creole - English Dictionary - Kensington, Md janvier 1993 [PDF]